# Olympen (bjerg)
 For alternative betydninger, se Olympen. (Se også artikler, som begynder med Olympen)
Olympen (græsk: Ὄλυμπος Ólympos) er med en højde på 2.917.73  moh. Grækenlands højeste bjerg. Bjerget var stedet, hvor de tolv olympiske guder boede på, ifølge græsk mytologi.
Da bjerget står ret isoleret i forhold til de nærmeste bjerge af samme højde, har der udviklet sig en meget artsrig og enestående vegetation med mange endemiske arter på de højeste dele af det.

## Nationalpark
Grækenlands højeste bjerg, var den første region i landet, der blev erklæret nationalpark i 1938, og som derfor fik særlige beskyttelsesregler.

Formålet med denne erklæring var "... at bevare regionens naturlige miljø, dvs. den vilde flora, fauna og det naturlige landskab samt dens kulturelle og andre værdier ...". Desuden har erklæringen til formål at fremme videnskabelig forskning sammen med miljøuddannelse for offentligheden og udvikling af turismen i regionen. Særlige love forbyder alle former for udnyttelse på bjergets østlige side i et område på ca. 4 000 ha, som er parkens kerne. Et større område omkring denne kerne er blevet udpeget som "nationalparkens randzone", således at forvaltningen og udnyttelsen af området skal foregå på en sådan måde, at det ikke påvirker beskyttelsen af kernen negativt. På nuværende tidspunkt er parken blevet udvidet til 240 km². Administrativt hører den til præfekturerne Pieria og Larissa og specifikt til kommunerne Diou-Olympou og Katerinis (Pieria) og Τempon og Elassonas (Larissa). Det laveste punkt er 600 moh. og dens højeste punkt, Mytikas, er 2917.727 meter. I 1981 erklærede UNESCO Olympus for "Biosfærereservat".
Siden 2014 har den også været på Tentativlisten med henblik på optagelse som en blandet kultur- og naturarv på UNESCO's verdensarvsliste.
Ved byen Litochoro ligger Olympus Nationalpark Information Center (en) der åbnede i juni 2016. Her informeres de besøgende om geologi, arkæologiske steder, mytologi, klostre, planter, dyr og andre emner, der berører Olympus-bjerget. Vandrere vil få hjælp fra professionelle rangers, og en guide tilbyder ture for grupper i bjergområdet.